# Bạc má ngực sọc
Bạc má ngực sọc, tên khoa học Melaniparus fasciiventer, là một loài chim trong họ Paridae.